# Chevrotin
De chevrotin is een Franse kaas, gemaakt van geitenmelk. De chevrotin is afkomstig uit de departementen Savoie en Haute-Savoie. De chevrotin is een bijzondere geitenkaas, een geitenkaas met gewassen korst.
Al sinds de 17e eeuw wordt in het bergachtige gebied van Savoie een geitenkaas gemaakt, vergelijkbaar met de reblochon (die van koemelk gemaakt wordt). De kaas wordt uitsluitend op klassieke wijze gemaakt van volle rauwe geitenmelk. Sinds 2002 heeft de chevrotin de AOC-keur. Het is een handmatig bereid product, in alle fasen van de productie vindt de bewerking handmatig plaats. Elke kaas dient gemaakt te zijn van de melk van één troep geiten, wat impliceert dat de kaas op de boerderij zelf gemaakt wordt.
De geiten lopen vrij rond in het berggebied van de noordelijke alpen en eten daar een bijzonder kruidenrijk groen. Dat maakt dat de melk en dus ook de kaas een zeer eigen smaak krijgt. Dit geldt dan voor de maanden van mei tot september, de rest van het jaar brengen de geiten in het dal door, en worden ze gevoed (uitsluitend) met hooi.
Na stremming wordt de kaas – handmatig – gesneden, wei wordt voor een groot deel afgevoerd. Vervolgens gaat de kaas in de vorm, onder druk wordt de resterende wei uit de wrongel geperst. Na het uit de vorm halen wordt de kaas gezouten, met droog zout of in een pekelbad. Het zouten zorgt voor een goede korst en versterkt de smaak. De kaas verblijft nu minstens vijf dagen in de droogruimte, waar hij dagelijks gekeerd wordt. Na het drogen wordt de kaas geborsteld en gewassen met een mengsel van pekel en de gewenste bacteriën. Het rijpen vindt plaats op planken van de plaatselijke dennensoort, de kaas wordt per week drie keer gekeerd. De atmosfeer in de rijpingskelders wordt steeds gecontroleerd, wijzigingen in de omstandigheden hebben direct invloed op de smaak van de kaas. Na rijping heeft de chevrotin een rozerode korst.
In de bergstreek Aravis wordt de jonge kaas bij de boeren opgehaald en vindt het rijpingsproces plaats bij speciale rijpingsbedrijven, net als de boerenreblochon die daar ook rijpt.
De beschikbaarheid van de chevrotin is seizoensgebonden, omdat er in november–januari vrijwel geen aanvoer van geitenmelk is en dus ook de chevrotin in die tijd moeilijk verkrijgbaar is. In de tijd dat de geiten in de bergen zijn, is de kwaliteit van de melk op z’n best, zijn ook de kazen het smakelijkst.